# Josip Silić
Josip Silić (ur. 4 stycznia 1934 w miejscowości Milaši, zm. 28 lutego 2019 w Zagrzebiu) – chorwacki językoznawca, kroatysta, teoretyk języka.
W 1961 r. ukończył studia z zakresu jugoslawistyki i rusycystyki na Wydziale Filozoficznym Uniwersytetu Zagrzebskiego. W 1970 r. uzyskał magisterium. Doktoryzował się w 1975 r.
W 1961 r. został zatrudniony jako asystent w Katedrze Współczesnego Języka Chorwackiego. W 1976 r. został docentem, a w 1979 r. profesorem nadzwyczajnym. W 1984 r. objął stanowisko profesora zwyczajnego. W 1999 r. nadano mu stałą posadę profesora. W 2004 r. przeszedł na emeryturę, a rok później został uhonorowany tytułem profesor emeritus.
Jego dorobek obejmuje wiele podręczników szkolnych oraz opisów gramatycznych i ortograficznych. Niektóre aspekty działalności Silicia spotkały się z krytyką. Był współautorem chorwackiego korektora pisowni, który został później włączony do chorwackiej wersji pakietu Microsoft Office. Był także zaangażowany w standaryzację języka czarnogórskiego. Należał do rad redakcyjnych czasopism „Suvremena lingvistika” i „Umjetnost riječi”.

## Wybrana twórczość
- Pravopisni priručnik hrvatskoga ili srpskoga jezika (współautorstwo, 1986, 1987, 1990)
- Pravopis hrvatskoga jezika (współautorstwo, 2001)
- Hrvatski računalni pravopis. Gramatičko-pravopisni računalni vodič. Spelling-checker (współautorstwo, 1996)
- Gramatika hrvatskoga jezika za gimnazije i visoka učilišta (współautorstwo, 2005, 2007)
- Funkcionalni stilovi hrvatskoga jezika (2006)